# Samuel Barber
Samuel Barber (West Chester, 9. ožujka 1910. – New York, 23. siječnja 1981.), američki skladatelj.
Glazbenik je izrazito lirske interpretacije. U početku je neoromantik a u novijim djelima prelazi na neoklasicizam. Skladao je simfonije, koncert za violočelo, balet "The Cave of the Heart" (skladan za Marta Graham) te operu "Vanessa". 